# Ryuhei Oishi
Ryuhei Oishi (大石 竜平 Oishi Ryuhei?), född 21 januari 1997 i Shizuoka prefektur, är en japansk fotbollsspelare.
Oishi började sin karriär 2019 i Zweigen Kanazawa.